# Lista över tunnelbanesystem efter antal passagerare

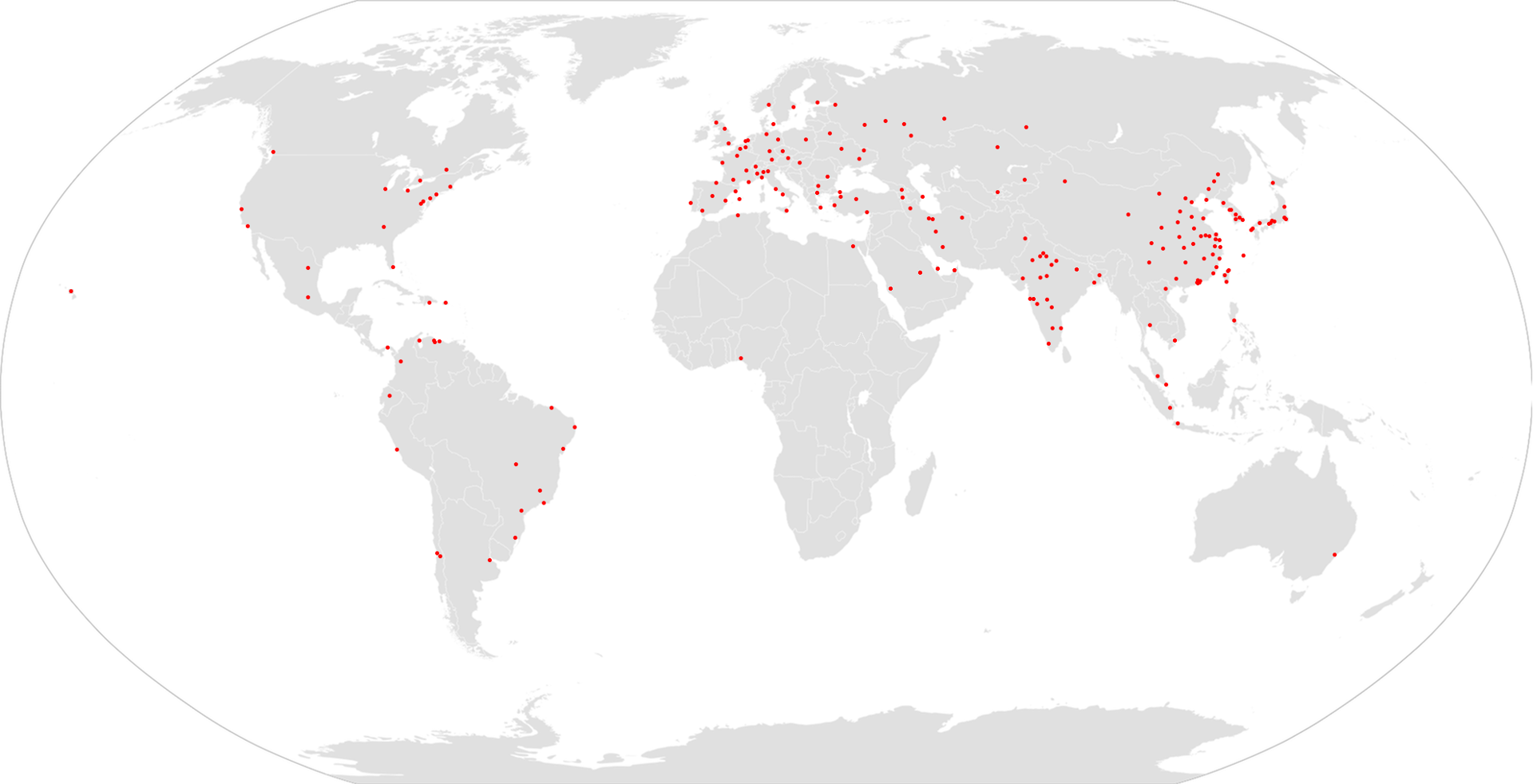
Städer med tunnelbanesystem

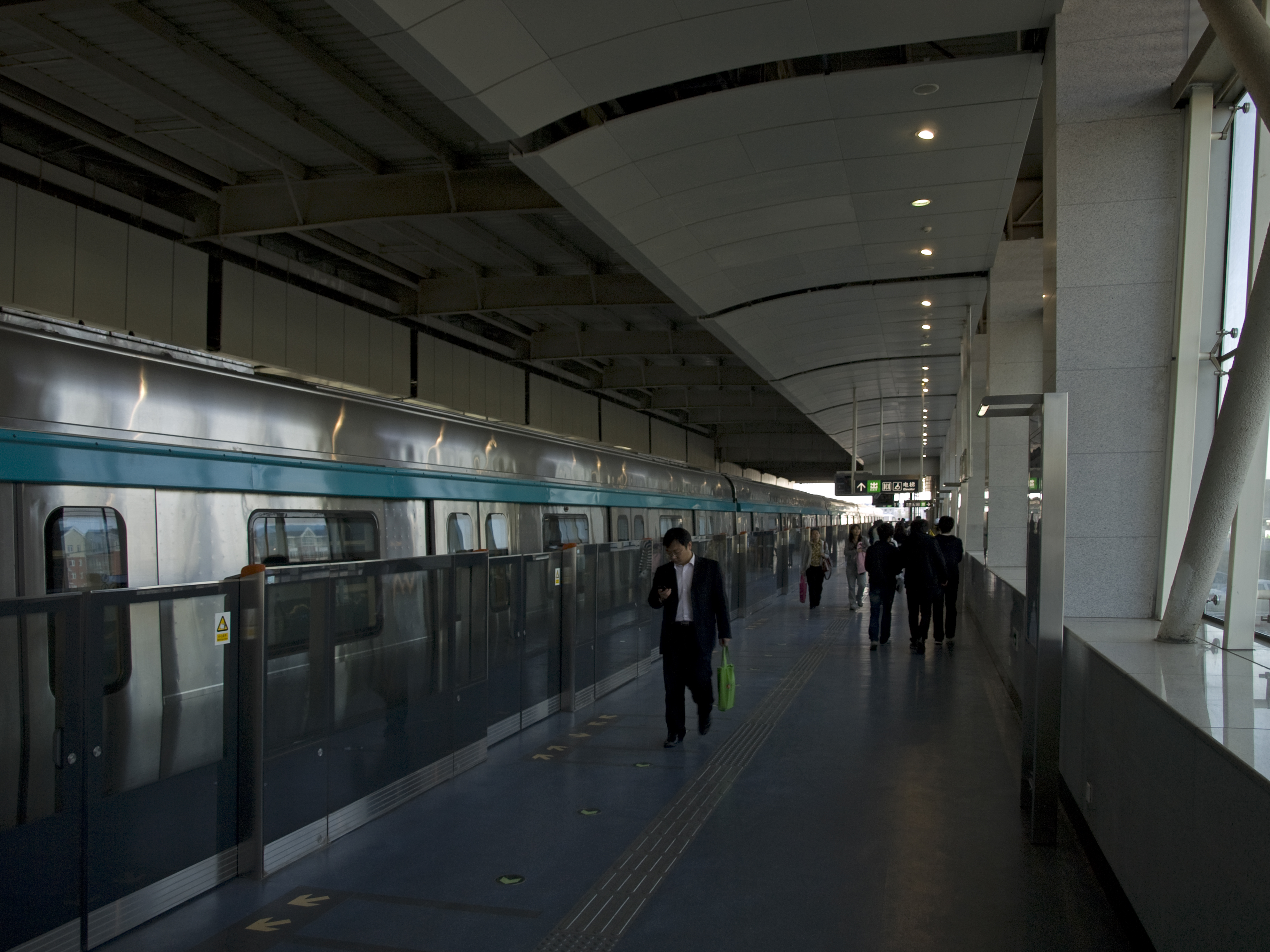
Pekings tunnelbana är det mest trafikerade systemet i världen.

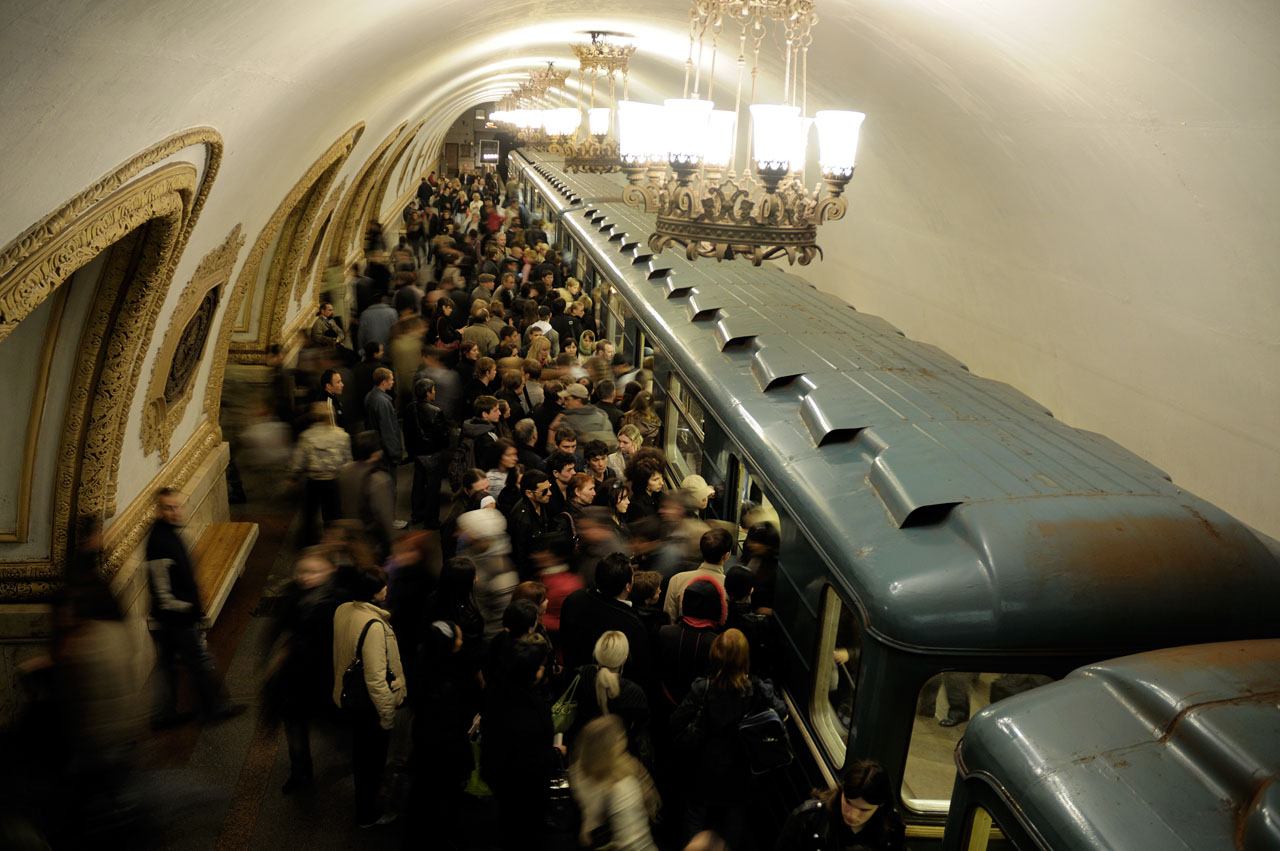
Moskvas tunnelbana är den mest trafikerade i Europa och är känd för sina djupa, vackert inredda stationer.

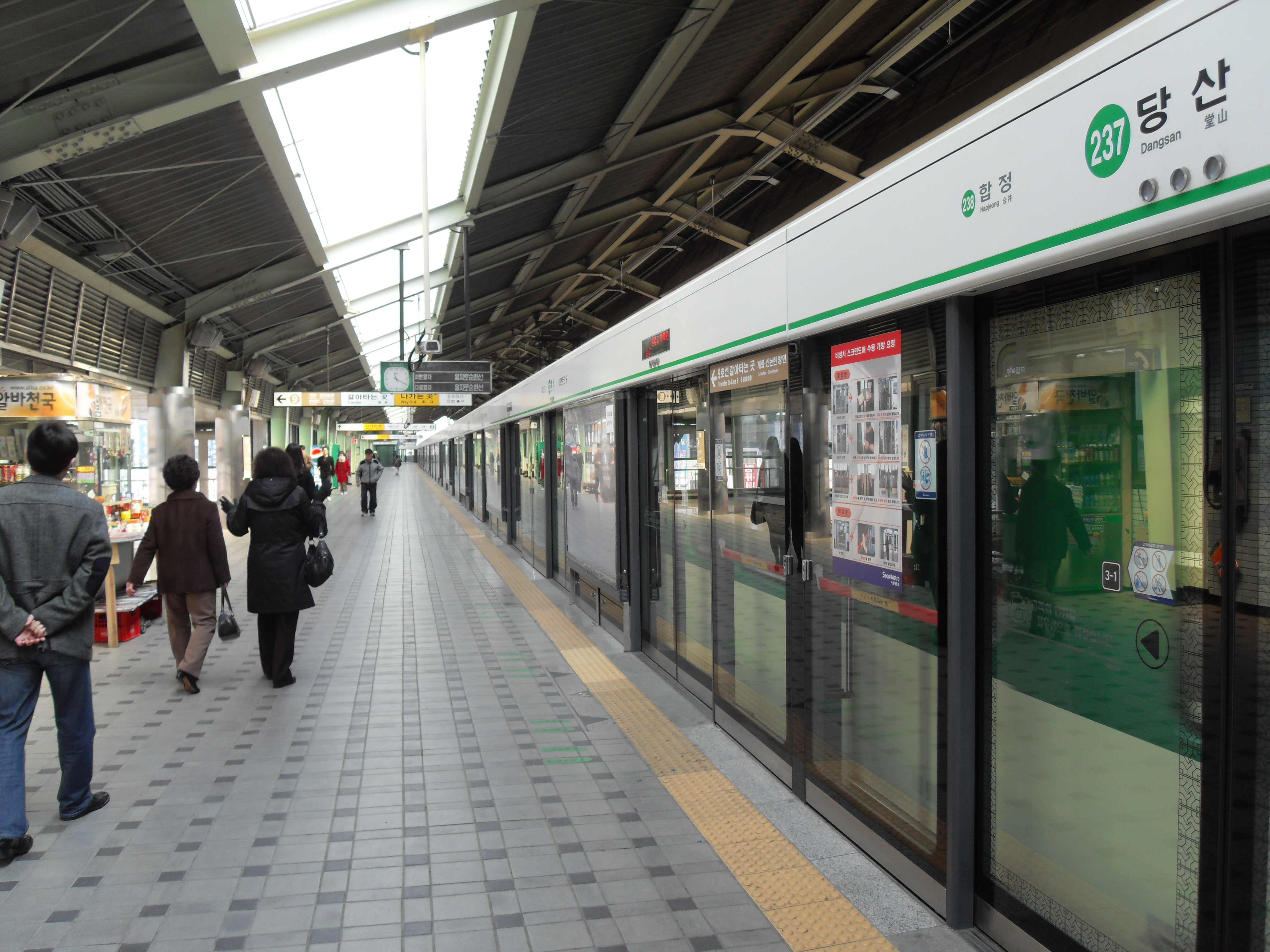
Seouls tunnelbana är den näst mest trafikerade tunnelbanan i världen.

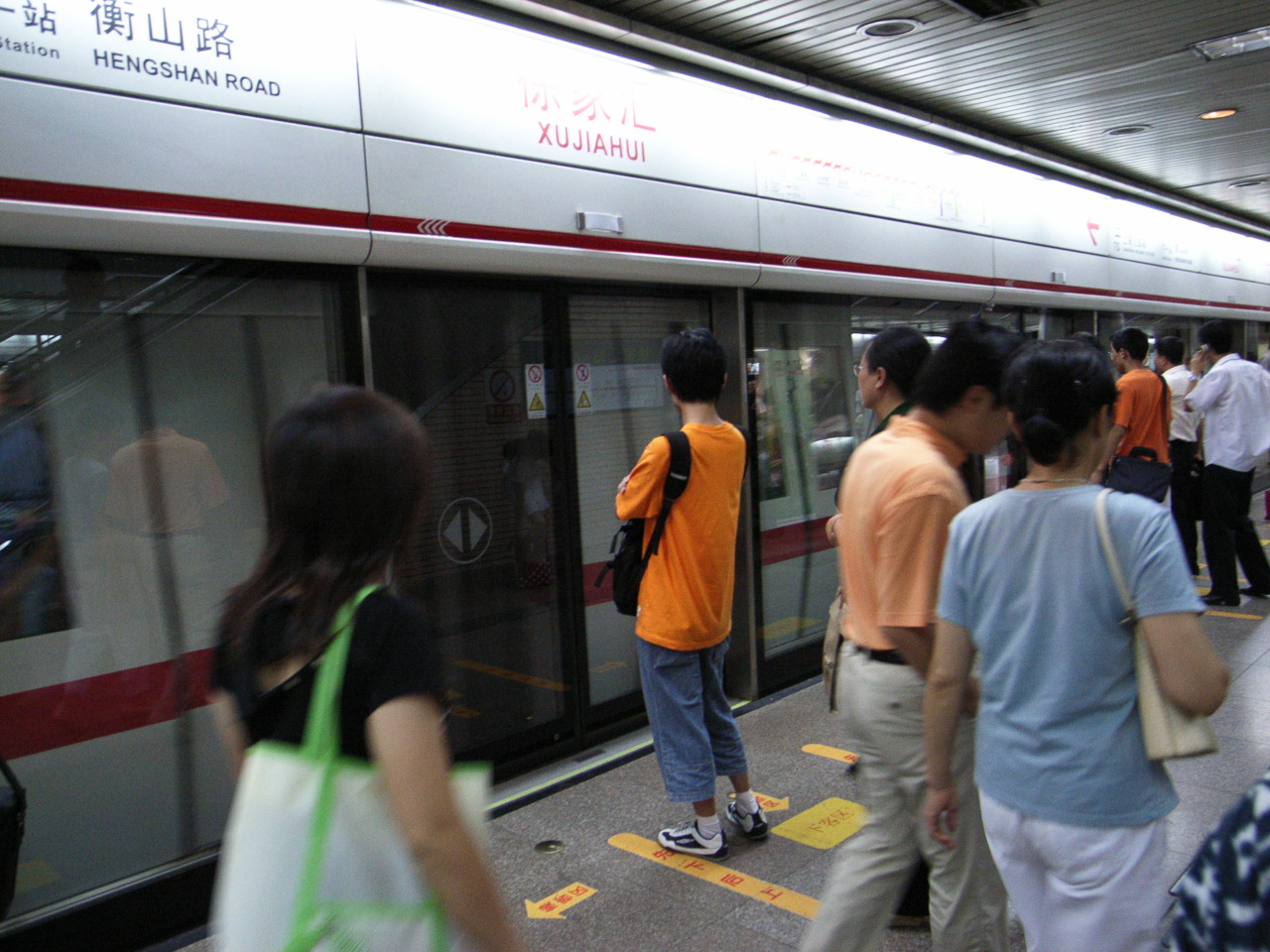
Shanghais tunnelbana är det tredje mest trafikerade systemet i världen.

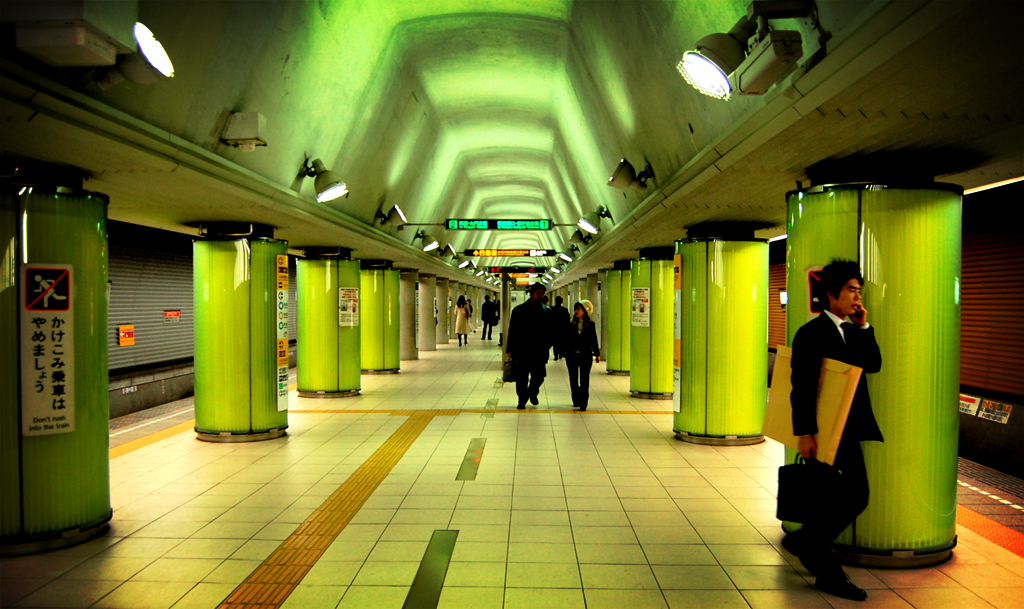
Tokyos tunnelbana är det femte mest använda tunnelbanesystemet i världen.

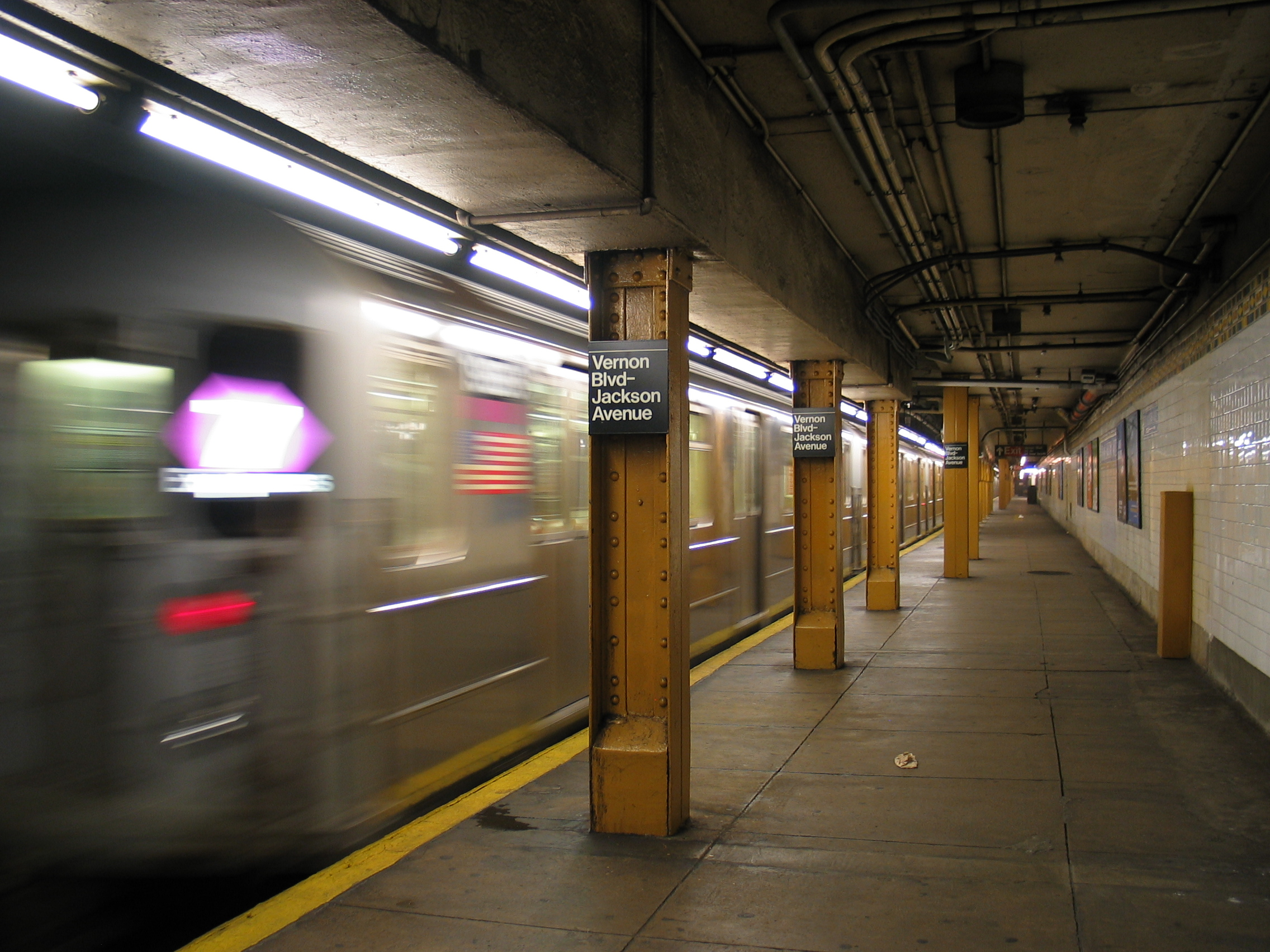
New Yorks tunnelbana är den mest trafikerade tunnelbanan i Amerika och har fler stationer än någon annan, med 472 stationer.

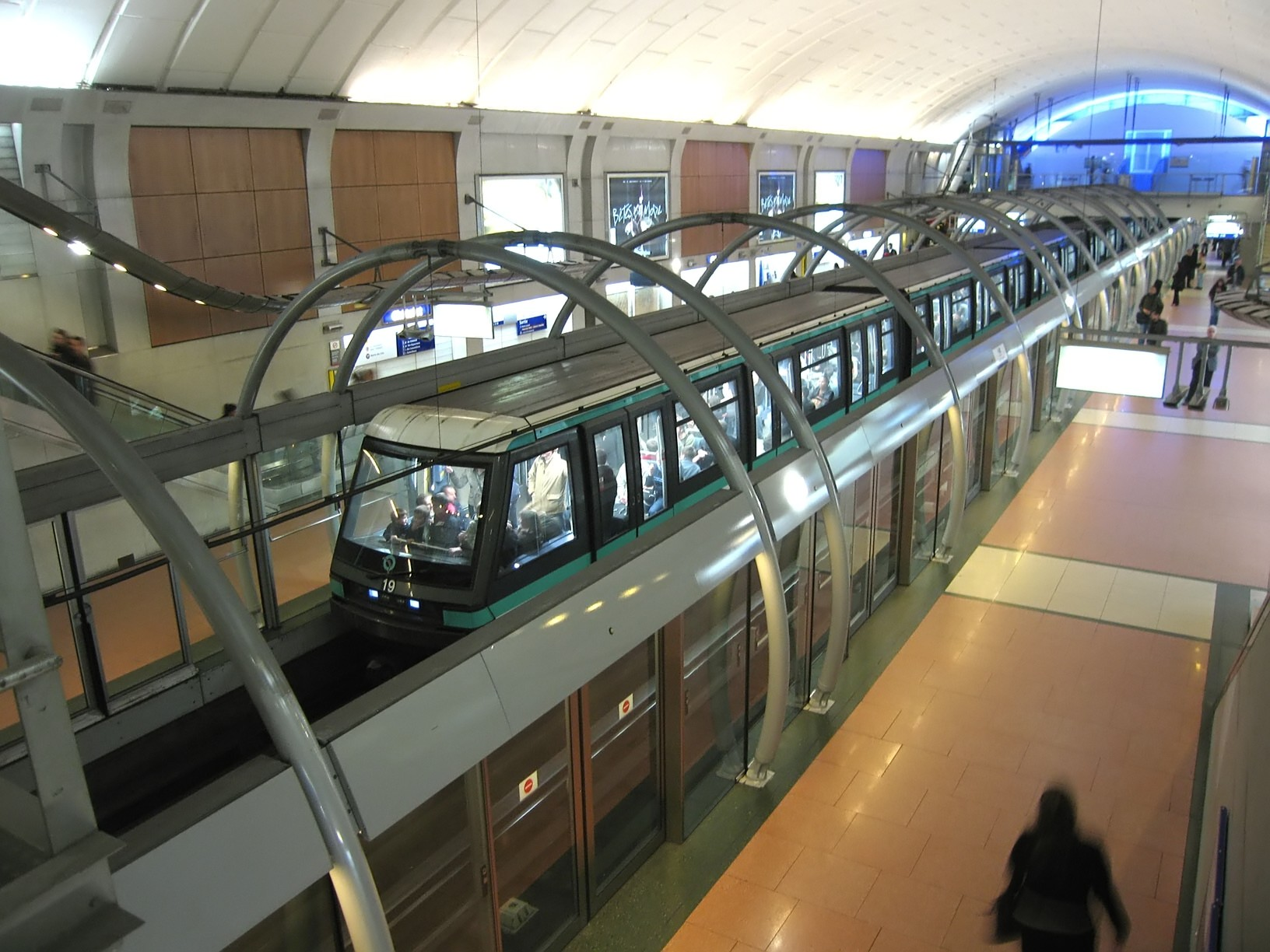
Paris tunnelbana är det mest trafikerade systemet i EU och är världens mest trafikerade gummihjulsburna tunnelbana.

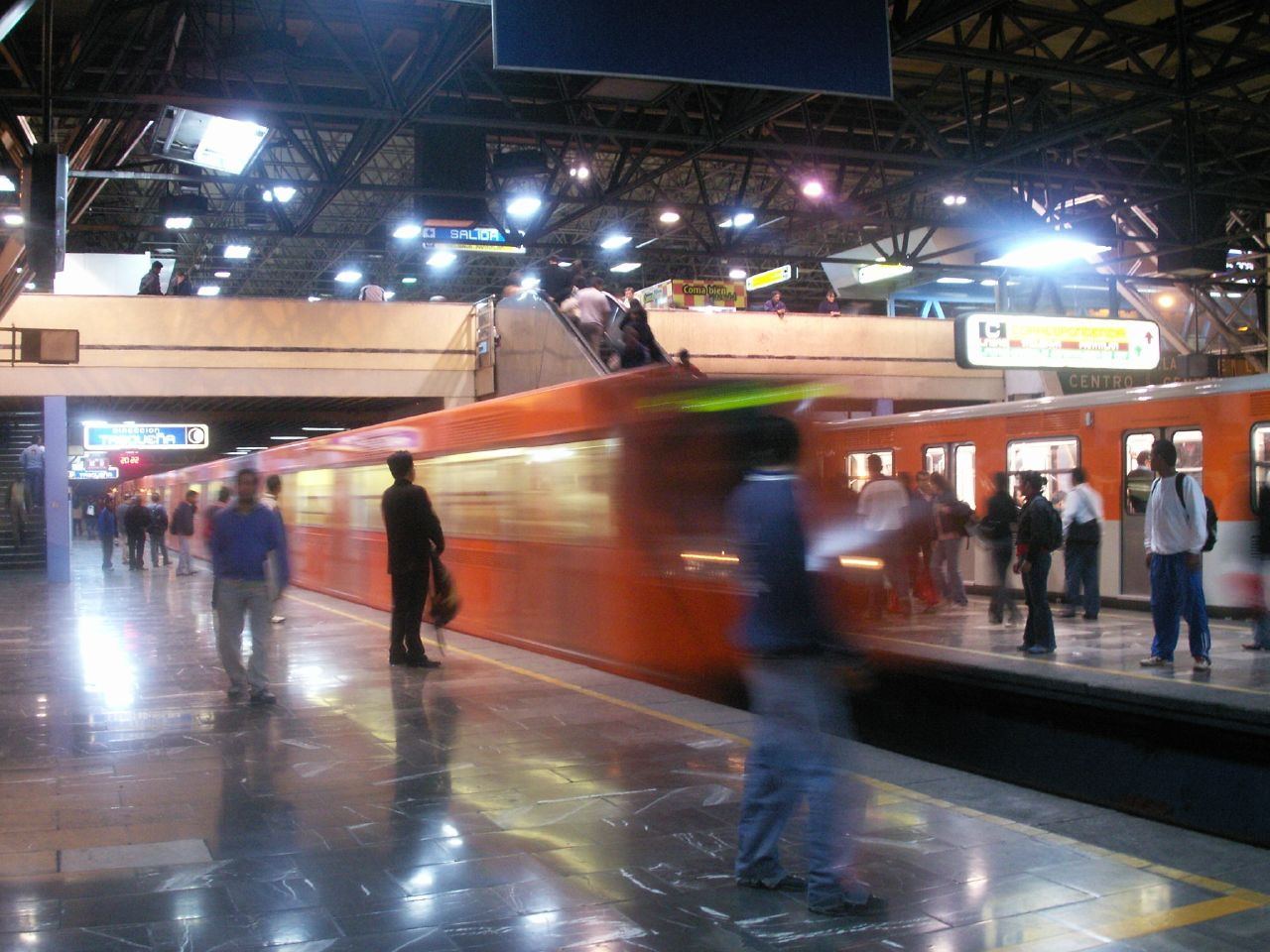
Mexico Citys tunnelbana är det mest trafikerade tunnelbanesystemet i Latinamerika, och är känd för sin arkeologi och symboler i stationerna.

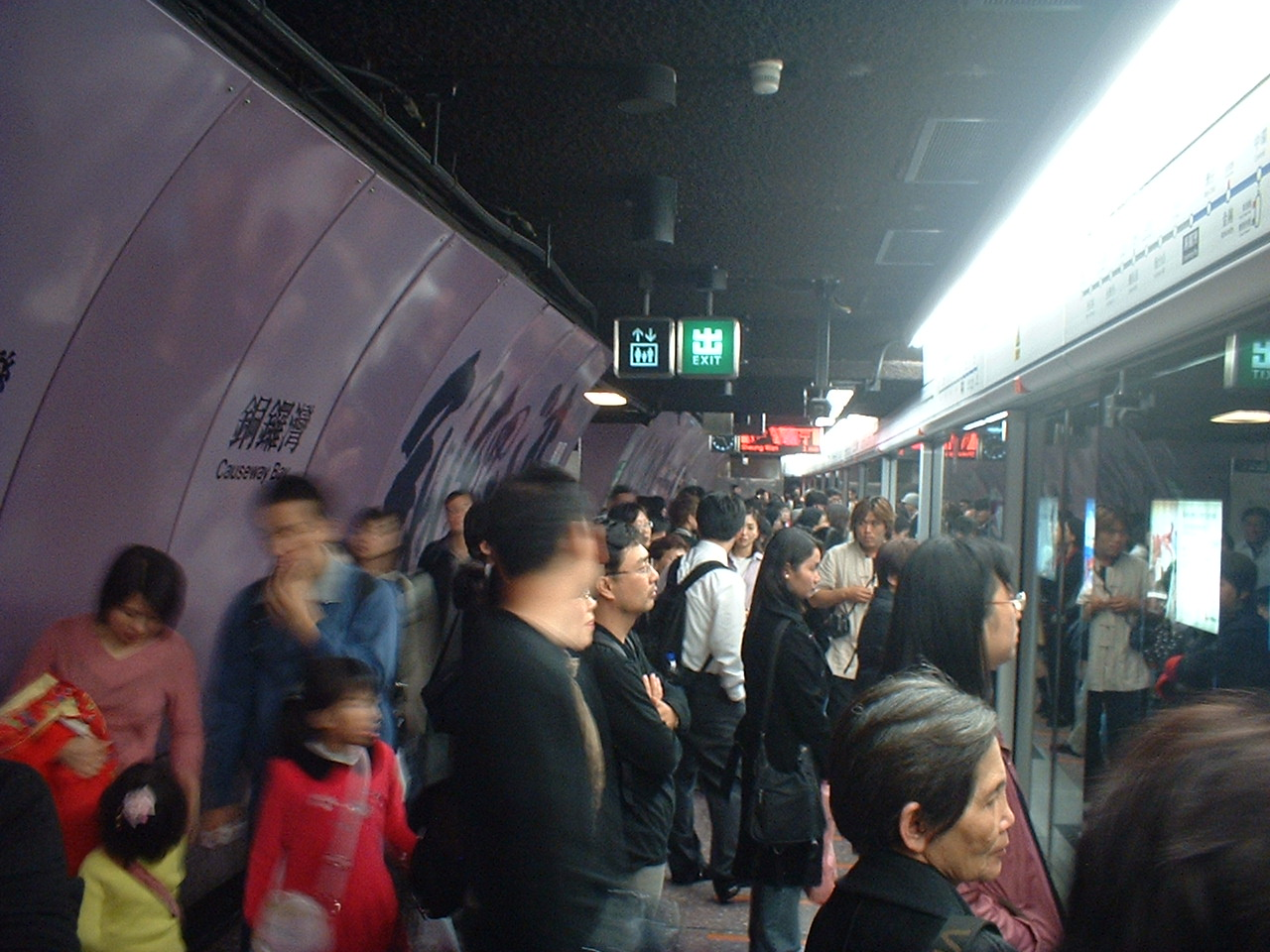
Hong Kongs tunnelbana är det åttonde mest trafikerade systemet i världen och det fjärde största i Kina.

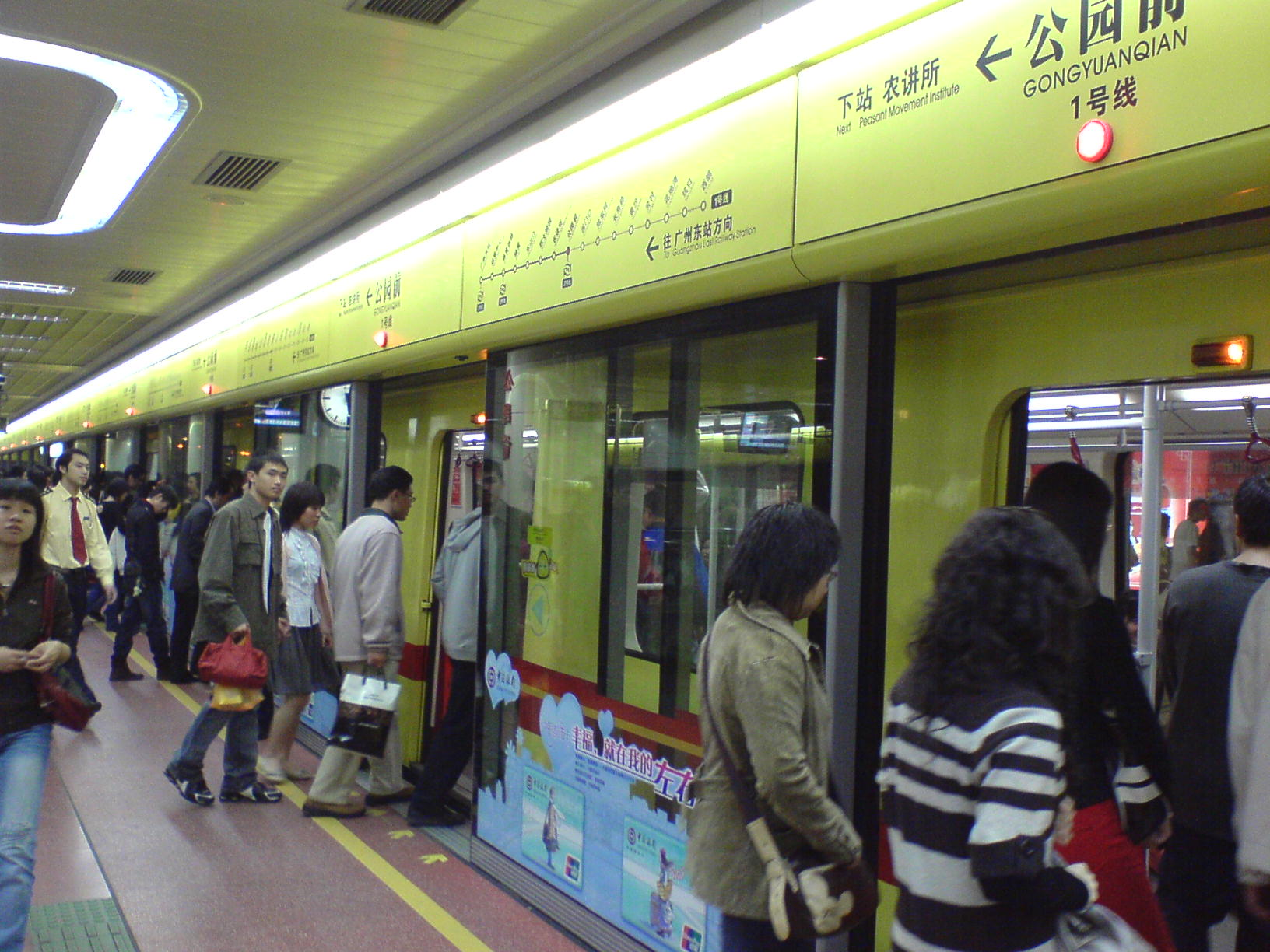
Guangzhous tunnelbana är det sjätte mest trafikerade systemet i världen och det tredje största i Kina.

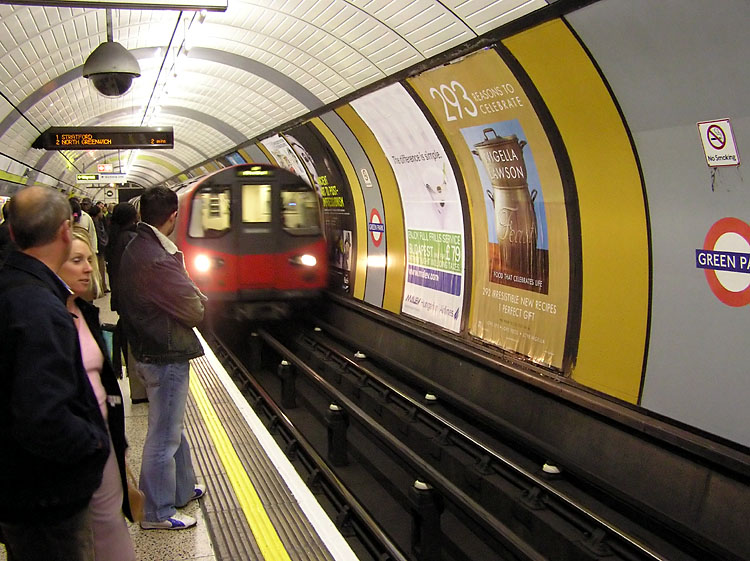
Londons tunnelbana, populärt kallad "the Tube", är det äldsta systemet i världen, verksamt sedan 1863.

Detta är en lista över tunnelbanesystem efter antal passagerare per år.
1. Pekings tunnelbana 3 660 miljoner (2016) [1]
2. Seouls tunnelbana (Linje 1-9) 2 661 miljoner (2014)[2]
3. Shanghais tunnelbana 2 500 miljoner (2013)[3]
4. Moskvas tunnelbana 2 451 miljoner (2014)[4]
5. Tokyos tunnelbana 2 351 miljoner (2012)[5]
6. Guangzhous tunnelbana 2 054 miljoner (2013)[6]
7. New Yorks tunnelbana 1 763 miljoner (2015)[7]
8. Hong Kongs tunnelbana 1 716 miljoner (2016)[8]
9. Mexico Citys tunnelbana 1 624 miljoner (2015)[9]
10. Paris tunnelbana 1 520 miljoner (2015)[10]
11. Londons tunnelbana 1 229 miljoner (2012)[11]
12. Osakas tunnelbana 842 miljoner (2013) [12]
13. Kairos tunnelbana 837 miljoner (2011)[13]
14. Sankt Petersburgs tunnelbana 759 miljoner (2013)[14]
15. São Paulos tunnelbana 754 miljoner (2013)[15]
16. MRT Singapore 744,8 miljoner (2010)[16][17]
17. Santiagos tunnelbana 621 miljoner (2010)[18]
18. Prags tunnelbana 589,2 miljoner (2012)[19]
19. Madrids tunnelbana 558 miljoner (2013) [20]
20. Berlins tunnelbana 534,5 miljoner (2015)[21]
21. Caracas tunnelbana 510,2 miljoner (2008)[22]
22. Taipeis tunnelbana 505,4 miljoner (2010)[23]
23. Kievs tunnelbana 502,8 miljoner (2009)[24]
24. Teherans tunnelbana 459,1 miljoner (2008) [25][26]
25. Wiens tunnelbana 428,8 miljoner (2013)[27]
26. Nagoyas tunnelbana 427 miljoner (2008)[28]
27. Buenos Aires tunnelbana 409,8 miljoner (2008)[29]
28. Atens tunnelbana 388 miljoner (2009)[30]
29. Delhis tunnelbana 278 miljoner (269 dagar under 2009-2010)[31]
30. Barcelonas tunnelbana 381,2 miljoner (2010)[32]
31. Münchens tunnelbana 360 miljoner (2010)[33]
32. Roms tunnelbana 331 miljoner (2008)[34]
33. Stockholms tunnelbana 320 miljoner (2012)[35]
34. Milanos tunnelbana 318 miljoner (2006)[36]
35. Torontos tunnelbana 304 miljoner (2009) [37]
36. Budapests tunnelbana 297 miljoner (2008)[38]
37. Montréals tunnelbana 296,3 miljoner (2010)[39]
38. Charkivs tunnelbana 278 miljoner (2007)[40]
39. Pusans tunnelbana 274,8 miljoner (2010)[41]
40. Minsks tunnelbana 262 miljoner (2007)[42]
41. Lyons tunnelbana 250 miljoner (2008) [källa behövs]
42. Bukarests tunnelbana 219 miljoner (2007)[43]
43. Washingtons tunnelbana 217,2 miljoner (2010)[44]
44. Nanjings tunnelbana 214 miljoner (2010)[45]
45. Sapporos tunnelbana 210 miljoner (2006)[46]
46. Bakus tunnelbana 206,1 miljoner (2009)[47]
47. Chicagos tunnelbana 203 miljoner (2009)[48]
48. Manilas tunnelbana 196,6 miljoner (2008)[49]
49. Hamburgs tunnelbana 194,9 miljoner (2009)[50]
50. Lissabons tunnelbana 177 miljoner (2009) [51]
51. Calcuttas tunnelbana 173 miljoner (2009)[52]
52. Yokohamas tunnelbana 164 miljoner (2007)[53]
53. Medellíns tunnelbana 155 miljoner (2008)[54]
54. Rio de Janeiros tunnelbana 154 miljoner (2009)[55]
55. Bostons tunnelbana 145 miljoner (2007)[56]
56. Warszawas tunnelbana 140,2 miljoner (2010)[57]
57. Chongqings monorail 140 miljoner (2009)[58]
58. Shenzhens tunnelbana 138 miljoner (2009)[59]
59. Bryssels tunnelbana 136 miljoner (2006)[60]
60. Bangkoks tunnelbana 136 miljoner (2009)[61]
61. Kyotos tunnelbana 125,5 miljoner (2008)[62]
62. Nürnbergs tunnelbana 122,5 miljoner (2009)[63]
63. Kobes tunnelbana 121 miljoner (2008)[64]
64. Vancouver SkyTrain 117,4 miljoner (2010)[65]
65. Ankaras tunnelbana 113,2 miljoner (2007)[66]
66. Frankfurts tunnelbana 112,1 miljoner (2008) [67]
67. Tianjins tunnelbana 111 miljoner (2012)[68]
68. Daegus tunnelbana 110 miljoner (2008)[69]
69. RapidKL Light Rail Transit, Kuala Lumpur 109,2 miljoner (2008)[70]
70. Fukuokas tunnelbana 108 miljoner (2004)[71]
71. Amsterdams tunnelbana 107,7 miljoner (2009)[72]
72. Bay Area Rapid Transit 101,7 miljoner (2007)[73]
73. Lilles tunnelbana 95,8 miljoner (2009)[74]
74. SEPTA, Philadelphia 92,4 miljoner (2009)[37]
75. Tbilisis tunnelbana 91,8 miljoner (2007)[75]
76. Monterreys tunnelbana 88,3 miljoner (2008)[källa behövs]
77. Rotterdams tunnelbana 87,1 miljoner (2008)[76]
78. Bilbaos tunnelbana 87,0 miljoner (2009)[20]
79. Metropolitan Atlanta Rapid Transit Authority 79,1 miljoner (2009)[37]
80. Santo Domingos tunnelbana 73 miljoner (2009)[källa behövs]
81. Port Authority Trans-Hudson, Newark-New York 72,4 miljoner (2008) [37]
82. Incheons tunnelbana 73 miljoner (2008)[77]
83. Oslos tunnelbana 73 miljoner (2008)[78]
84. Tasjkents tunnelbana 71 miljoner (2007)[36]
85. Novosibirsks tunnelbana 70 miljoner (2007)[79]
86. Marseilles tunnelbana 69 miljoner (2007)[80]
87. Metrovalencia 68 miljoner (2009)[20]
88. Sofias tunnelbana 65 miljoner (2009)[81][82]
89. Docklands Light Railway 64 miljoner (2008)[83]
90. Bangkoks tunnelbana 63,7 miljoner (2009)[84]
91. Recifes tunnelbana 59,9 miljoner (2009)[85]
92. Sendais tunnelbana 58 miljoner (2008)[86]
93. Helsingfors metro 58 miljoner (2008)[87]
94. Istanbuls tunnelbana 55,6 miljoner (2006) [88]
95. Brasílias tunnelbana 54,8 miljoner (2009)[källa behövs]
96. Köpenhamns Metro 50 miljoner (2009)[89]
97. Tyne and Wears tunnelbana 47 miljoner (2008)[källa behövs]
98. Kaohsiung MRT 46 miljoner (2010)[90]
99. Jekaterinburgs tunnelbana 46 miljoner (2007)[91]
100. Porto Alegres tunnelbana 45,3 miljoner (2007[92]
101. Los Angeles tunnelbana 45,1 miljoner (2009)[37]
102. Belo Horizontes tunnelbana 43,8 miljoner (2009)[93]
103. Rennes tunnelbana 43,8 miljoner (2007)[94][källa behövs]
104. Toulouses tunnelbana 42 miljoner (2004)[95]
105. Pyongyangs tunnelbana 35 miljoner (2008)[96]
106. Nizjnij Novgorods tunnelbana 33 miljoner (2007)[97]
107. Dubais tunnelbana 30 miljoner (2010)[98]
108. Izmirs tunnelbana 30 miljoner (2005 [99]
109. Daejeons tunnelbana 29 miljoner (2008)[100]
110. Neapels tunnelbana 29 miljoner (2006)[36]
111. Lausannes tunnelbana 25 miljoner (2009)[källa behövs]
112. Turins tunnelbana 21,9 miljoner (2009)[101]
113. Chennais högbana 20,7 miljoner (2009)[102]
114. Astram 18 miljoner (2005)[103]
115. Metrorail, Miami 17,8 miljoner (2009)[37]
116. Yerevans tunnelbana 17 miljoner (2009)[60]
117. Gwangjus tunnelbana 17 miljoner (2008)[104]
118. Valparaísos tunnelbana 13,7 miljoner (2009)[105]
119. Dnipros tunnelbana 13,6 miljoner (2008)[106]
120. Sevillas tunnelbana 13,46 miljoner (2009)[107]
121. Glasgows tunnelbana 13,4 miljoner (2008)[108]
122. Metro Subway, Baltimore 13,2 miljoner (2009) [37]
123. Wuhan Metro 13,15 miljoner (2009)[109]
124. Samaras tunnelbana 12 miljoner (2007) [110]
125. Tren Urbano, San Juan 9,1 miljoner (2009)[37]
126. Kazans tunnelbana 7 miljoner (2005) [111]
127. RTA Rapid Transit, Cleveland 5,2 miljoner (2009)[37]
128. Teresinas tunnelbana 1,8 miljoner (2009)[källa behövs]
129. Palma de Mallorcas tunnelbana 1,2 miljoner (2009)[112]